# Demarcus Dobbs
Demarcus Dobbs (Savannah, 30 novembre 1987) è un giocatore di football americano statunitense che gioca nei ruoli di defensive end e tight end per i Seattle Seahawks della National Football League (NFL). Dopo non essere stato scelto nel Draft NFL 2011 firmò coi San Francisco 49ers. Al college ha giocato a football a Georgia.

## Carriera professionistica

### San Francisco 49ers
Dopo non essere stato scelto nel Draft 2011, Dobbs firmò coi San Francisco 49ers. Dopo l'ottima impressione destata nel training camp riuscì ad ottenere un posto tra i 53 uomini del roster attivo. Nella sua prima stagione disputò 12 partite, nessuna delle quali come titolare.
Durante la pre-stagione 2012, Dobbs iniziò anche a giocare nel ruolo di tight end oltre a quello usuale di defensive end.

### Seattle Seahawks
Nel 2014, Dobbs passò ai Seattle Seahawks.

## Palmarès
- National Football Conference Championship: 2

San Francisco 49ers: 2012
Seattle Seahawks: 2014

## Statistiche
| Partite totali      | 60 |
| Partite da titolare | 0  |
| Tackle              | 48 |
| Sack                | 0  |
| Intercetti          | 0  |

Statistiche aggiornate alla stagione 2015